# Montpeyroux (Aveyron)
 Montpeyroux  (en occitano Mont Peirós) es una población y comuna francesa, situada en la región de Mediodía-Pirineos, departamento de Aveyron, en el distrito de Rodez y cantón de Laguiole.

## Demografía
| 806 | 787 | 670 | 610 | 578 | 550 |
| Para los censos de 1962 a 1999 la población legal corresponde a la población sin duplicidades (Fuente: INSEE [Consultar]) |     |     |     |     |     |